# Bertus Staigerpaip
Bertus Staigerpaip is een Brabantse dialectband afkomstig uit Geertruidenberg. De grootste hits van Bertus Staigerpaip zijn Wij zijn de jongens van den bouw, Ik zat effe niet op te lette en Rits. Andere, minder bekende hits waren Murrie Murrie (munne brommer doeget nie), Sjoan (stekt de kachel nog s oan) en Christine (gooi 'm nog s vol bezine).

## Geschiedenis
In 1984 richtte kraanmachinist Ruud Broeders (1956) met zijn tien jaar jongere broertje Edwin en diens vriend Pedro de Smit een band op, met bouwvakkers als thema. Niet lang daarna voegde Rinus van Rodijnen zich als bassist bij de band. Ze namen twee van hun nummers, "Christine" en "Ome Teun", op en stuurden dit cassettebandje naar drie platenmaatschappijen. Tot hun verrassing hadden alle drie de maatschappijen interesse, en vier weken later stond de band in het muzikale televisieprogramma Los Vast van Jan Rietman. De Achterhoekse dialectband Normaal kreeg lucht van de Brabanders, en vroeg hen in zijn voorprogramma. Het eerste van de in totaal 120 voorprogramma's die Bertus Staigerpaip voor Normaal zou verzorgen, vond plaats in 1987 in Made.
In 1987 kwam het album Stoere haand uit met de singles Had ik mar een vak geleerd en Rits. Het eerste nummer haalde de 56e plaats in de Nationale Hitparade, het tweede - een parodie op "Kiss" van Prince - behaalde de 24ste plaats in de Nederlandse Top 40 en de 26e plaats in de Nationale Hitparade. De bezetting van de band veranderde, en Bertus Staigerpaip haalde de 15de plaats in de hitparade met Ik zat effe niet op te letten. In 1992 werd aan de successen het nummer Wij zijn de jongens van den bouw toegevoegd. Hou je kop!, uitgebracht op het album Quo Bertus Quo in 1994, was de laatste hitnotering van de band. De band bleef daarna nog wel optreden, maar wist het succes van de eerste jaren niet meer te evenaren.
Bertus Staigerpaip kwam in 1998 weer in het nieuws. Ditmaal vanwege de start van zijn eigen radiozender BS 192. BS vanwege zijn initialen, 192 moest een stukje nostalgie bij de luisteraar oproepen: het was de golflengte van zeezender Veronica. De uitzendingen vonden vanaf april vanuit de studio achter zijn huis in Babyloniënbroek plaats en Broeders nam zelf achter de microfoon plaats.
Op 17 februari 2015 overleed Rinus van Rodijnen (alias Rocking Cnellus) na een kort ziekbed.

Op 31 augustus 2024 overleed Edwin Broeders (57) aan een hartaanval.

## Discografie

### Albums
| Album met eventuele hitnotering(en) in de Nederlandse Album Top 100 | Datum van verschijnen | Datum van binnenkomst | Hoogste positie | Aantal weken | Opmerkingen                                      |
| ------------------------------------------------------------------- | --------------------- | --------------------- | --------------- | ------------ | ------------------------------------------------ |
| Stoere haand                                                        | 1987                  | -                     | -               | -            |                                                  |
| Brabants (te) bont                                                  | 1991                  | 23-03-1991            | 81              | 5            |                                                  |
| Quo Bertus Quo                                                      | 1994                  | 14-05-1994            | 34              | 10           | Album met eigen teksten op muziek van Status Quo |
| De allerbeste gouwe                                                 | 1994                  | -                     | -               | -            | Verzamelalbum                                    |
| Feesten op de steiger                                               | 1995                  | 29-07-1995            | 78              | 5            |                                                  |
| Rocken op de Hollandse klei                                         | 2005                  | -                     | -               | -            | Verzamelalbum                                    |
| Favorieten expres                                                   | 26-06-2020            | -                     | -               | -            | Verzamelalbum                                    |
| Singles & B-kanten                                                  | 29-06-2020            | -                     | -               | -            | Verzamelalbum                                    |

### Singles
| Single met eventuele hitnotering(en) in de Nederlandse Top 40   | Datum van verschijnen | Datum van binnenkomst | Hoogste positie | Aantal weken | Opmerkingen                                                                        |
| --------------------------------------------------------------- | --------------------- | --------------------- | --------------- | ------------ | ---------------------------------------------------------------------------------- |
| Christine                                                       | 1985                  | -                     | -               | -            |                                                                                    |
| Tienus, zet de fiets in de schuur                               | 1985                  | -                     | -               | -            |                                                                                    |
| Rastaman                                                        | 1986                  | -                     | -               | -            |                                                                                    |
| Had ik mar een vak geleerd (Davy's on the Road Again)           | 1987                  | -                     | tip 15          | -            | Origineel door Jon Simon uit 1970 / Nr. 56 in de Single Top 100                    |
| Ik sjouw in den bouw                                            | 1987                  | -                     | -               | -            | Nr. 89 in de Single Top 100                                                        |
| Rits (Kiss)                                                     | 1987                  | 09-01-1988            | 24              | 4            | Origineel door Prince and The Revolution uit 1986 / Nr. 26 in de Single Top 100    |
| Kolonel                                                         | 1988                  | -                     | -               | -            |                                                                                    |
| De veurplaat van d'n Donald Duck (The Cover of "Rolling Stone") | 1988                  | -                     | tip 19          | -            | Origineel door Dr. Hook & The Medicine Show uit 1972 / Nr. 49 in de Single Top 100 |
| Fitness                                                         | 1989                  | -                     | -               | -            |                                                                                    |
| Ik zie geen zwart, ik zie geen wit (Don't Look Back)            | 1990                  | -                     | -               | -            | met The Black Star Liners / Origineel door The Temptations uit 1965                |
| Ik zat effe nie op te lette                                     | 1990                  | 03-03-1990            | 15              | 5            | Nr. 15 in de Single Top 100                                                        |
| Boite den bajes zit veul meer gajes                             | 1991                  | -                     | -               | -            |                                                                                    |
| Windsurfin'                                                     | 1991                  | -                     | -               | -            |                                                                                    |
| Wij zijn de jongens van den bouw                                | 1992                  | 08-08-1992            | 22              | 6            | Nr. 12 in de Single Top 100                                                        |
| Ik heb unne elektrische taandenborstel (The Lumberjack)         | 1993                  | -                     | -               | -            | Origineel door Jackyl uit 1992                                                     |
| Holadié!!                                                       | 1993                  | -                     | -               | -            |                                                                                    |
| Hou je kop! (Hold You Back)                                     | 1994                  | 07-05-1994            | 31              | 4            | Origineel door Status Quo uit 1977 / Nr. 33 in de Single Top 100                   |
| Rocken op de Hollandse klei (Rockin' All Over the World)        | 1994                  | -                     | -               | -            | Origineel door John Fogerty uit 1975                                               |
| De handelaar The Wanderer                                       | 1994                  | -                     | -               | -            | Origineel door Dion uit 1961                                                       |
| Zuipen in Spanje (Eviva España)                                 | 1995                  | -                     | tip 17          | -            | Origineel door Samantha uit 1971                                                   |
| Wij douwe door (De troubadour)                                  | 1995                  | -                     | -               | -            | Origineel door Lenny Kuhr uit 1969                                                 |
| Conny met de pony                                               | 1996                  | -                     | -               | -            |                                                                                    |
| Hé dakdekker!!                                                  | 1997                  | -                     | -               | -            |                                                                                    |
| Diese platz ist privé                                           | 1997                  | -                     | -               | -            |                                                                                    |
| Stamcafé                                                        | 1997                  | -                     | -               | -            |                                                                                    |
| Après-ski, Jodelie                                              | 1998                  | -                     | -               | -            |                                                                                    |
| Tarzan Gerard                                                   | 2002                  | -                     | -               | -            |                                                                                    |
| Halleluja                                                       | 2003                  | -                     | -               | -            |                                                                                    |
| Rosie                                                           | 2004                  | -                     | -               | -            | Nr. 96 in de Single Top 100                                                        |
| Fraanse les                                                     | 2007                  | -                     | -               | -            |                                                                                    |
| Wij zijn de jongens van den bouw (Renovatie-uitvoering 2009)    | 2009                  | -                     | -               | -            |                                                                                    |
| Rap noar d'n dokter                                             | 2020                  | -                     | -               | -            |                                                                                    |
| Vrijdagmiddag begint ut al                                      | 2023                  | -                     | -               | -            | als Johnny Gold ft. Bertus Staigerpaip                                             |

1. ↑  https://nos.nl/artikel/2535475-bertus-staigerpaip-oprichter-en-bandlid-edwin-broeders-overleden